# Douglas Reed
 (décembre 2018).
Pour les articles homonymes, voir Reed.
Douglas Lancelot Reed né le 11 mars 1895 à Londres et mort le 26 août 1976 à Durban (Afrique du Sud), est un journaliste, romancier, dramaturge et essayiste politique britannique, principalement connu pour son livre Insanity Fair (1938) qui décrit l'état de l'Europe et la mégalomanie d'Adolf Hitler à la veille de la Seconde Guerre mondiale. 
À sa mort, Reed état largement tombé dans l'oubli à l'exception de ses écrits hostiles sur les Juifs. Ainsi dans sa nécrologie le Times condamne Reed comme un « antisémite virulent » (« virulent anti-Semite », bien que Reed lui-même ait affirmé faire une distinction entre opposition au sionisme et antisémitisme). Reed croyait en un complot sioniste pour imposer un gouvernement mondial sur une humanité réduite en esclavage. Il était aussi violemment anticommuniste et écrivit que le national-socialisme était « un faire valoir et un cheval de Troie » (« stooge or stalking horse ») destiné à étendre les visées de l'« empire communiste ».

## Biographie
Reed commença à travailler dès l’âge de 13 ans, comme garçon de bureau d’abord, puis à partir de 19 ans comme employé de banque. À l’éclatement de la Première Guerre mondiale, il s’enrôla dans les troupes britanniques et fut versé dans le Royal Flying Corps, remportant une victoire dans un combat aérien et subissant de graves brûlures au visage lors d’un accident de vol (ce qu’il relata dans son ouvrage Insanity Fair de 1938). Vers 1921, il fut embauché comme téléphoniste et employé au journal The Times, et passa secrétaire de rédaction à l’âge de 30 ans. En 1927, il fut désigné assistant correspondant à Berlin, puis fut muté à Vienne en tant que correspondant en chef pour l’Europe centrale, et poursuivit ensuite sa carrière de reporter dans différentes capitales européennes, notamment à Varsovie, Moscou, Prague, Athènes, Sofia, Bucarest et Budapest.
Selon ses propres dires, il démissionna de son poste en guise de protestation contre la politique d’apaisement menée par le gouvernement britannique à la suite des accords de Munich de 1938. Dans Somewhere South of Suez: a further survey of the grand design of the Twentieth Century, paru en 1949, Reed indiqua que par sa démission il entendait réagir à la censure de presse qui l’empêchait de rapporter intégralement « les faits concernant Hitler et le national-socialisme » ; il crut qu’en devenant un « journaliste sans journal », il serait libre d’écrire comme il voulait.
Son livre Insanity Fair, qu’il fit paraître en 1938, et dans lequel il analyse la situation de l’Europe dans l’avant-guerre, lui apporta une renommée mondiale. Ses quelques ouvrages suivants seront également des succès de librairie.
Reed passa toute la Deuxième Guerre mondiale en Angleterre. En 1948, il se fixa à Durban, en Afrique du Sud. Dans son livre Far and Wide, de 1951, il observe :

« Pendant la Deuxième Guerre mondiale, je remarquai que les chiffres des pertes juives, dans les lieux où la guerre avait rendu toute vérification impossible, avaient été outrés de façon irresponsable, et je le dis dans un livre. Le processus continua jusqu’à la fin de la guerre, quand le nombre de six millions fut mis en avant… Aucune preuve ne peut être apportée. »

Reed fut par la suite virtuellement proscrit par les éditeurs établis et par les libraires, et dans beaucoup de cas, ses anciens titres furent retirés des rayons des librairies.
Quoique dans les faits sa carrière d’auteur publiable eût pris fin, Reed consacra néanmoins plusieurs années, notamment à New York et à Montréal, à rédiger son maître livre, The Controversy Of Zion (traduction française la Controverse de Sion). Malgré quelques amorces de pourparlers avec une maison d’édition, le manuscrit ne sera jamais soumis en vue de publication.  
Dans les années 1960, Reed fut ouvertement opposé à la décolonisation de l’Afrique. Dans son The Battle for Rhodesia (1966), il compara explicitement cette décolonisation avec la susmentionnée politique d’apaisement envers Hitler ; il appuya fortement Ian Smith et sa déclaration unilatérale d'indépendance de la Rhodésie vis-à-vis du Royaume-Uni, arguant que la Rhodésie de Smith devait être défendue comme « le dernier bastion contre la Troisième Guerre mondiale », au même titre que la Tchécoslovaquie eût dû être défendue contre Hitler en 1938.
Reed mourut à Durban en 1976. Deux ans plus tard, The Controversy of Zion fut finalement mis sous presse, après que le manuscrit eut traîné pendant plus de deux décennies sur le haut d’une armoire au domicile de l’auteur.

## Points de vue
Dans son livre paru en 1938, Insanity Fair, il dénonce la mégalomanie d'Adolf Hitler. Dans son livre La controverse de Sion, il explique que les élites juives ont instrumentalisé les deux guerres mondiales et en prépareraient une troisième dans le but d'installer un gouvernement mondial. Il était également anticommuniste et opposé à la décolonisation de l'Afrique.[réf. souhaitée]
Dans La controverse de Sion, l'auteur s'emploie à démontrer qu'un projet biblique cherche à être atteint par un groupe politique, dont l'idéologie est celle de l'Ancien Testament. Ce projet consiste à détruire toutes les nations, pour mettre un gouvernement mondial en place. Pour appuyer ses propos, Douglas Reed se base sur l'Ancien Testament (qui est selon lui le document le plus vieux où le projet est exposé), sur les écrits de Joseph Kastein, Augustin Barruel, John Robison et d'autres de l'époque de la Révolution française (ainsi que sur les travaux de Nesta Webster), puis sur les Protocoles des sages de Sion, et de nombreux documents du XXe siècle, comme le Journal du major Jordan ou celui de James Forrestal.
Un point majeur développé dans ce livre est le fait que les gouvernements britanniques et américains soient sous la coupe du sionisme, depuis la déclaration Balfour. Douglas Reed apporte de nombreux éléments qui vont dans ce sens selon lui, comme des déclarations de Winston Churchill, ou Chaim Weizmann. Il cite souvent le journal de Weizmann, notamment lorsque celui-ci relate ses rencontres avec les chefs d'État. Par ailleurs, selon Douglas Reed, « on ne peut nier que la dictature communiste est une dictature juive », plusieurs chapitres sont consacrés à démontrer que le communisme est d'origine et sous contrôle de l'idéologie juive. Dans les derniers chapitres du livre, il retrace la création d'Israël et l'affrontement avec l'Égypte.

## Œuvres
en anglais
- The Burning of the Reichstag (1934)
- Insanity Fair: A European Cavalcade (Jonathan Cape, 1938)
- Disgrace Abounding (Jonathan Cape, 1939)
- Fire and Bomb: A comparison between the burning of the Reichstag and the bomb explosion at Munich (Jonathan Cape, 1940)
- Nemesis? The Story of Otto Strasser (Jonathan Cape,1940)
- A Prophet at Home (Jonathan Cape, 1941)
- All Our Tomorrows (Jonathan Cape, 1942)
- Lest We Regret (Jonathan Cape, 1943)
- The Next Horizon: Or, Yeomans' Progress, roman (Jonathan Cape, 1945)
- Downfall, pièce de théâtre (Jonathan Cape, 1945)
- From Smoke to Smother (1938-1948): A Sequel to Insanity Fair (Jonathan Cape, 1948)
- Somewhere South of Suez (Jonathan Cape, 1949)
- Far and Wide: A further survey of the grand design of the twentieth century (Jonathan Cape, 1951)
- The Battle for Rhodesia (HAUM, 1966)
- The Siege of Southern Africa (Macmillan Publishers, Johannesbourg, 1974),  (ISBN 0-86954-014-9)
- Behind the Scene (Part 2 of Far and Wide) (Dolphin Press, 1975 ; Noontide Press, 1976,  (ISBN 0-911038-41-8))
- The Grand Design of the 20th Century (Dolphin Press, 1977)
- Galanty Show, roman
- Reasons of Health, roman
- Rule of Three, roman
- Prisoner of Ottawa
- The Controversy of Zion (Veritas, 1985), préface de Ivor Benson

en français
- La controverse de Sion, Kontre Kulture, 2012.